# Strażnica Straży Granicznej w Woli Uhruskiej

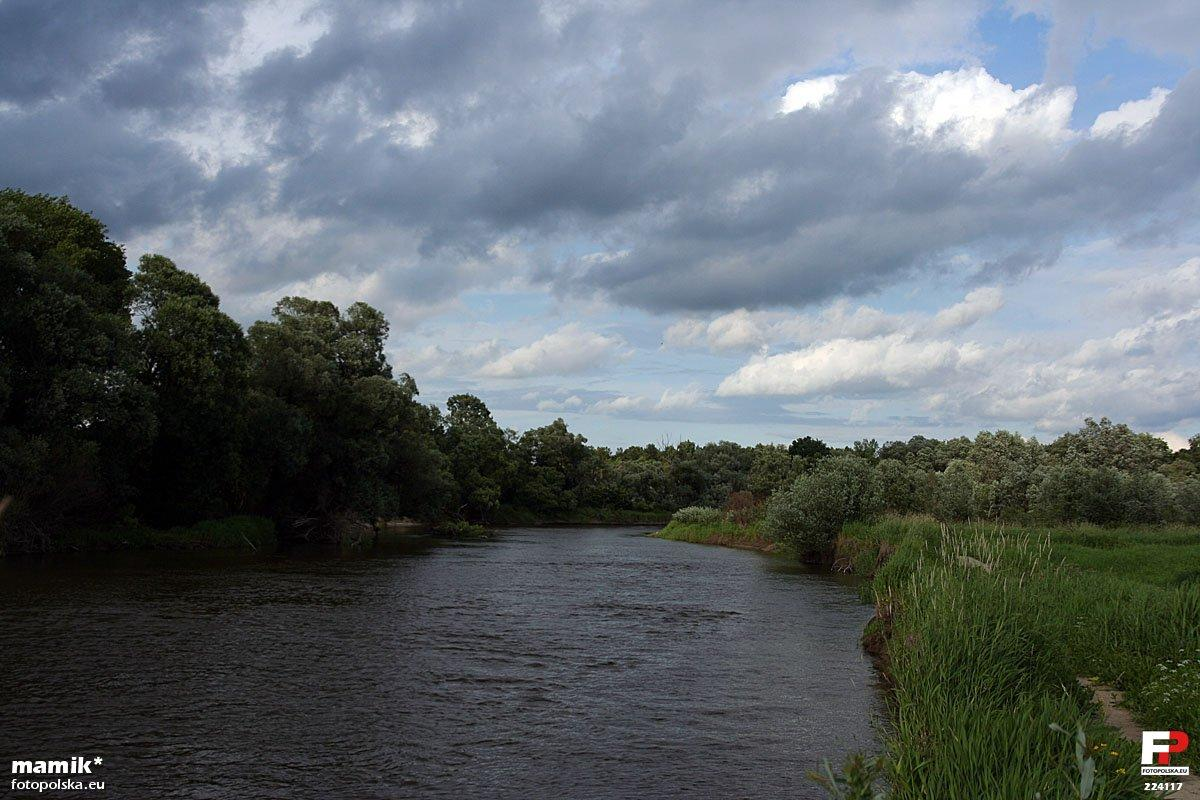
Granica polsko-ukraińska, zakola Bugu w Woli Uhruskiej. Po lewej Ukraina, po prawej Polska (czerwiec 2011)

Strażnica Straży Granicznej w Woli Uhruskiej – zlikwidowana graniczna jednostka organizacyjna Straży Granicznej realizująca zadania bezpośrednio w ochronie granicy państwowej z Ukrainą.

## Formowanie i zmiany organizacyjne
Strażnica Straży Granicznej w Woli Uhruskiej (Strażnica SG w Woli Uhruskiej) została utworzona 11 grudnia 2003 roku w miejscowości Wola Uhruska, zarządzeniem Komendanta Głównego Straży Granicznej, w strukturach Nadbużańskiego Oddziału Straży Granicznej w Chełmie. Uroczystego otwarcia Placówki dokonał gen. bryg. SG Józef Klimowicz Komendant Główny Straży Granicznej wraz z Komendantem NOSG ppłk. SG Markiem Domoniakiem i ówczesnym Komendantem Placówki mjr. SG Andrzejem Podhorodeckim w obecności władz rządowych, samorządowych oraz innych służb mundurowych.
Jako Strażnica Straży Granicznej w Woli Uhruskiej funkcjonowała do 23 sierpnia 2005 roku i 24 sierpnia 2005 roku, Ustawą z 22 kwietnia 2005 roku O zmianie ustawy o Straży Granicznej..., została przekształcona na Placówkę Straży Granicznej w Woli Uhruskiej (PSG w Woli Uhruskiej) w strukturach Nadbużańskiego Oddziału Straży Granicznej.

## Ochrona granicy
Strażnica SG w Woli Uhruskiej ochraniała wyłącznie odcinek granicy rzecznej z Ukrainą przebiegającą środkiem koryta rzeki granicznej Bug.
Od chwili powstania SSG w Woli Uhruskie największym zagrożeniem była nielegalna migracja, która to w roku 2004 sięgnęła 69 zatrzymanych, w tym 9 organizatorów. Największą liczbę stanowili obywatele Chin, Pakistanu oraz Somali. W kolejnych latach migracja, jak i liczba zatrzymanych nielegalnych migrantów stopniowo zmniejszała się. Powstało nowe zagrożenie na ochranianym odcinku, przemyt wyrobów tytoniowych.

## Sąsiednie graniczne jednostki organizacyjne
- Strażnica SG w Zbereżu ⇔ GPK SG w Dorohusku – 11.12.2003[5].

## Komendanci strażnicy
- mjr SG Andrzej Podhorodecki (od 11.12.2003)[2].